# Jacques Houdek
Jacques Houdek, występujący także jako Gospodin Glas, właśc. Željko Houdek (ur. 14 kwietnia 1981 w Velikiej Goricy) – chorwacki piosenkarz. Reprezentant Chorwacji w 62. Konkursie Piosenki Eurowizji (2017).

## Życiorys

### Rodzina i edukacja
Urodził się 14 kwietnia 1981 roku w Velikiej Goricy. Ukończył szkołę muzyczną w klasie fortepianu, po czym uczył się w klasie wokalnej liceum muzycznego oraz w klasie fryzjerskiej szkoły zawodowej. Uczęszczał też na zajęcia wokalne do Viktoriji Badrov. Po skończeniu liceum w 2001 dostał się do Berklee College of Music, a w ramach nauki pobierał lekcje też we Francji, Grecji i we Włoszech. W tym czasie pracował też u boku Donny McElroy.

### Kariera
19 lutego 2000 zagrał swój pierwszy solowy koncert, który odbył się w zagrzebskim klubie Sax!. W 2002 ze swoim debiutanckim singlem „Čarolija” wziął udział w festiwalu Dora, na którym zajął 12. miejsce. Podczas festiwalu został dostrzeżony przez Zdravko Šljivaca, który zaproponował mu współpracę. W następnym miesiącu podpisał kontrakt z wytwórnią Croatia Records.
29 marca 2004 wydał swój debiutancki album pt. Čarolija. W 2004 otrzymał nagrodę Porin dla najlepszego debiutanta roku. W czerwcu 2005 wydał album pt. Kad si sretan, a w kwietniu 2006 – płytę pt. Živim za to.

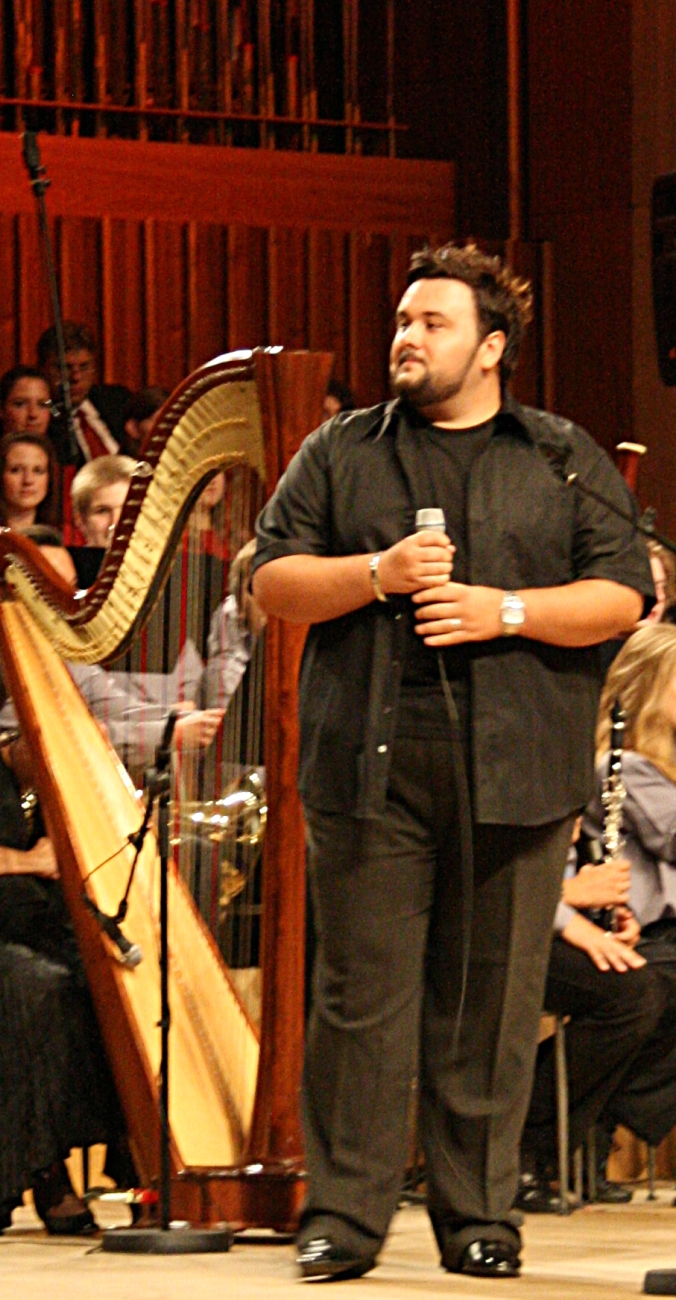
Houdek podczas koncertu w Zagrzebiu (2008)

W 2007 wystąpił podczas parlamentarnej kampanii wyborczej w Chorwacji, gdzie zaśpiewał hymn „HDZ zna” konserwatywnej Chorwackiej Wspólnoty Demokratycznej. Zaśpiewał także podczas kampanii prowadzonej przez kandydata na burmistrza, Milana Bandicia. Na początku września 2007 wydał swój pierwszy w karierze album koncertowy pt. Live in Gavella, a w grudniu – składankę przebojów pt. Za posebne trenutke. W 2008 wydał drugi album koncertowy pt. Live in Sax!, zawierający zapis dźwiękowy z koncertu w klubie Sax!, a także dwie płyty studyjne: Idemo u zoološki vrt i Crno i bijelo.
W sierpniu 2010 nawiązał współpracę z amerykańską piosenkarką Isis Gee, z którą nagrał utwór „Live”. W listopadzie tego samego roku wydał składankę przebojów pt. Najljepše ljubavne pjesme. W styczniu 2011 zajął czwarte miejsce w finale konkursu Open Mic UK organizowanego w O2 Arena w Londynie. W tym samym roku wziął udział – pod pseudnonimem Croatian Sensation (pol. Chorwacka Sensacja) – w przesłuchaniach do programu The X Factor UK i choć awansował do kolejnego etapu konkursu, to nie został dopuszczony do startu z powodu niedostarczenia zezwolenia na pracę w odpowiednim czasie. 25 maja 2012 wydał album pt. Meni za ljubav.
W 2015 został jednym z mentorów w programie The Voice – Najljepši glas Hrvatske. 12 lipca 2016 wydał album pt. Tko je, srce u te dirn’o?. W maju 2017, reprezentując Chorwację z utworem  „My Friend”, zajął 13. miejsce w finale 62. Konkursu Piosenki Eurowizji w Kijowie.

### Życie prywatne
W 2006 wziął ślub z Brigitą Krkač, z którą ma dwoje dzieci: córkę Sofiję (ur. 2006) i syna Davida (ur. 2013).

## Kontrowersje
W 2005 udzielił wywiadu magazynowi „Tena”, w którym wyznał, że „geje i lesbijki nie mogą być traktowani na równi z innymi obywatelami, ponieważ to oznacza powrót Sodomy i Gomory”. Za te słowa w 2006 roku otrzymał miano „Homofoba roku” za wygraną w plebiscycie chorwackiego serwisu internetowego LGBT Gay.hr. W 2011 był nominowany do tytułu „Homofoba dekady” podczas organizatorów Parady Równości w Zagrzebiu, którzy uznali go za „największego homofoba w [chorwackim] show-biznesie”. W odpowiedzi na krytykę opublikował oświadczenie, w którym wyraził żal za nominację i przyznał, że jest przyjazny homoseksualistom.

## Dyskografia
| - Čarolija (2004) - Kad si sretan (2005) - Živim za to (2006) - Idemo u zoološki vrt (2008) - Crno i bijelo (2008) - Meni za ljubav (2012) - Tko je, srce, u te dirn’o? (2016) | - Live in Gavella (2007) - Live in Sax! (2008) - Za posebne trenutke (2007) - Najljepše ljubavne pjesme (2010) - Najveći božićni hitovi (2010) - The Best of Collection (2015) |